# SCP基金会
SCP基金会是一个虚构的特工组织，作为同名互联网接龙小说创作项目中的主要要素。在该虛構宇宙中，SCP基金会是一个跨国秘密组织，负责搜寻并收容各种具有异常属性的个體、地点或物体（统称为“异常”），其宗旨為「控制」（Secure），「收容」（Contain），「保護」（Protect）。在现实世界中，SCP基金会是一个基于维基网站社区的协同写作小说项目，其文章包含多种类型的元素和风格，如科学幻想、都市奇幻和恐怖小说。
其主要有两种格式的作品：传统的、以“SCP-XXXX”编号命名的“SCP文档”，以不带感情色彩的学术研究口吻叙述其异常的“特殊收容措施”，其中包括该收容物的各种性质以及针对其的收容方式，这种风格是其区别于其他创作的重要特征；另一种是“基金会故事”，基于SCP基金会的世界观、使用传统小说架构，讲述了组织内部及相关组织中发生的故事。两种格式可以互相关联，共同构成完整的叙事。这一系列作品因高品質的剧情以及特有的通过科学、理性、冷静的写作风格传达恐惧的写法而广受称赞。
SCP基金会的发展启发人们创作了一些相关的衍生作品，如恐怖电子游戏《SCP：收容失效》、《SCP：秘密实验室》等游戏。

## 世界观综述
在该作品的世界观设定中，SCP基金会是一个国际性的秘密組織，不受任何国家政府的司法管辖，授权和委托的干扰，其宗旨为：控制、收容、保护。
基于基金会宗旨，SCP基金会的存在通常不被普通人所知。当一个异常被发现，基金会应派遣机动特遣队前往，分级进行收容并對目擊者施以記憶刪除。在大多数情况下，该SCP将被移动到合适的基金会站点中进行收容，编写档案及收容措施，必要时进行试验；在移动被认为不可行的情况下，就地建立收容。
在了解大致的设定后，任何人都可以发挥自己的想象力向SCP基金会官方网站提交自己创作的作品。提交的作品在经历一系列的评分后，如果作品的分数仍在及格线以上就会被保留下来。若该作品恰好是一篇SCP文档，则还会被赋予一个专属的编号（SCP-<数字>）。但如果提交的作品由于各种原因导致分数不及格则会被删除，或被保留至其他区域。

### SCP项目示例
此处简介几个被评为典范或有相当知名度的SCP文档。

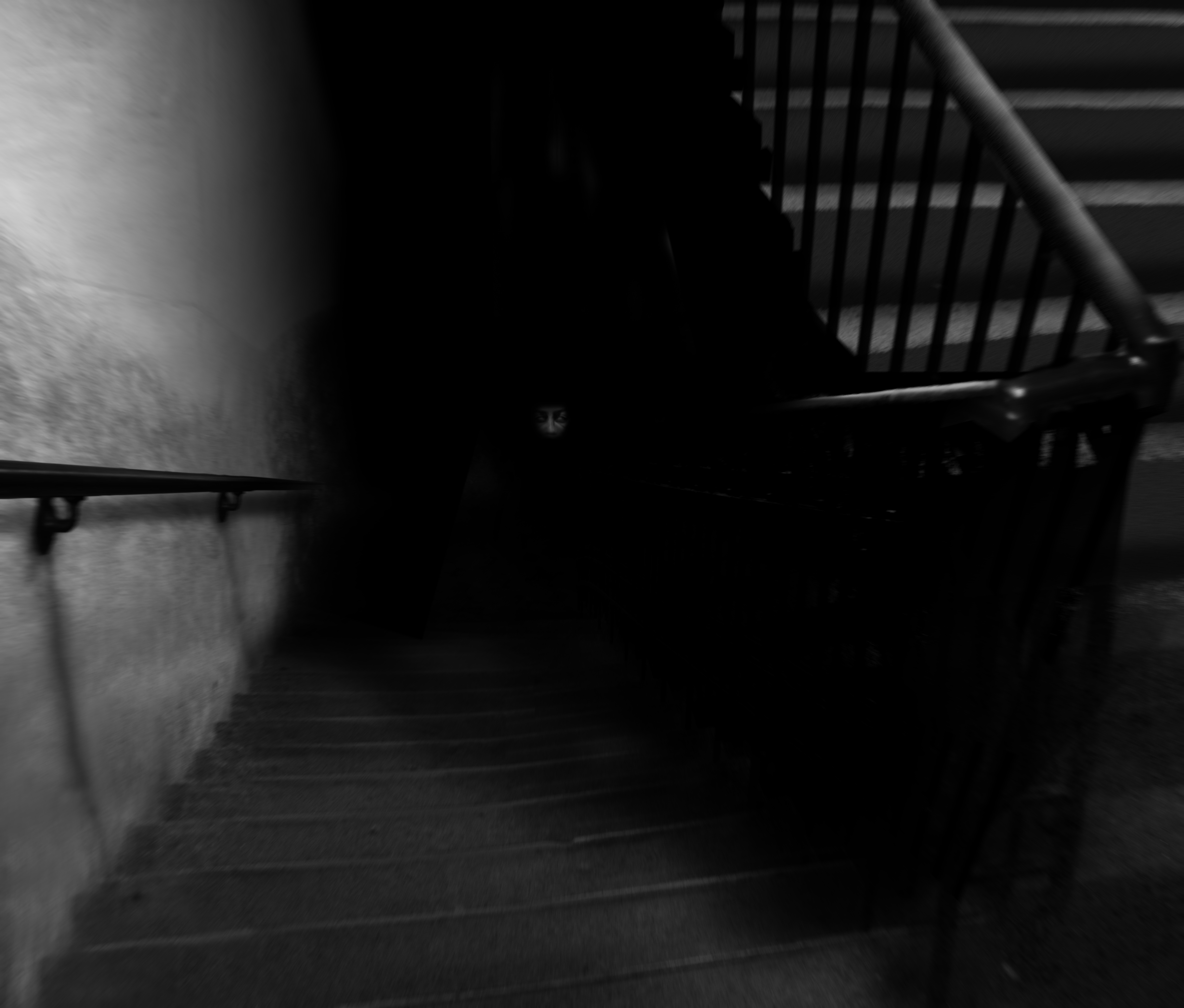
SCP-087中出现的黑影怪物（即087-1）

- SCP-055 - [未知]：SCP-055是一个“自我封闭的秘密”或者“逆模因”，任何与之相关的记忆都会很快被遗忘。这使任何观察它的人都无法在事后描述它，虽然055并不是无法形容或者不可见的。[9]
- SCP-087 - 楼梯间：SCP-087是一个无灯的永无止境的下行平台楼梯。[10]楼梯内存在着一种类似于孩童哭泣的声音，但无论怎样前进都不能感受到在接近这个声音的源頭。同时楼梯中存在着被称为SCP-087-1的未知生物。[11]
- SCP-093 - 紅海物件：SCP-093本體為一張紅色光碟，以一種近似朱砂的複合石料雕刻而成，通體覆蓋著未知符號以及環形刻痕。由活物掌握時，其色調會有所改變。將其放在鏡面上，會形成一個鏡面世界的入口。[12]
- SCP-096 - 羞涩的人：SCP-096是一個約1.85米高的人型生物，幾乎没有肌肉，其手臂與身體嚴重不成比例。大部分皮肤完全不含色素，體表無毛髮，体内肌肉含量极少，尚未清楚其体内系统及动力来源。未發現它有高級腦功能，它也不被認為有智慧。其通常極其溫馴，但是當有人拍到SCP-096的臉時，它會進入嚴重的悲傷狀態，用手蒙住臉，开始尖叫、哭泣并發出含混不清的聲音，大約在2分钟後，SCP-096將衝向看到它的臉的人，將其殺死並分屍，其速度极快，時速36公里。直到殺死看到他臉的人，才會冷静下来。由于SCP-096在奔跑时并不会捂住脸，因此他在奔向第一个看到它的臉的人的路上会杀死其他看到它的臉的人。[13]
- SCP-173 - 雕像：SCP-173是一个由钢筋、混凝土及喷漆组成的雕像[7]，形似放大的花生。在人直视它的时候是静止的，无人观察（包括眨眼）的时候会移动到人的身后并折断或勒斷人的頸部，一般认为其速度极高。它是历史上第一个SCP作品，成文时间早于基金會网站的正式建立，獲得SCP名人堂徽章。[10][14]
- SCP-294 - 咖啡机：SCP-294是一个可以分发任何可以通过液态存在的物质的咖啡机。[10][15]
- SCP-500 - 萬能藥：SCP-500是一个装有红色药片的小塑膠罐，每一片药在口服之后的两个小时内均能有效地治愈所有疾病，治疗的具体时间基于服用者的具体状况。[16]
- SCP-682 - 不滅孽蜥：SCP-682是一體型巨大、不知源頭的類爬行生物，擁有極高的智慧、力量、移動速度和反應速度，其再生能力和適應能力也非常驚人，對所有的生命均抱有極大的敵意與憎惡。[17]
- SCP-701 - 縊王悲歌：SCP-701是一本查理一世時代（英语：Caroline era）的五幕復仇悲劇的劇本，凡是演出此劇本極有可能會對觀眾和演員造成爆發心理疾病和集體自殺的影響。[18]
- SCP-1171 - 人类滚粗：SCP-1171是窗户永远被水汽凝结的楼房。可以通过在水汽上写字和窗户同样被水汽凝结的地外实体交流。这一实体对人类抱有强烈的厌恶，但不知道基金会人员是人类。[7][19]
- SCP-1609 - 椅子的残骸：SCP-1609是当带有攻击性或穿着某些制服的任何人靠近它时会传送至此人肺部的植圃覆盖物（英语：mulch）。[20] 它曾经是一把完全无害、在你需要坐下时就会传送过来的椅子，但在全球超自然联盟把它塞进碎木机（英语：Woodchipper）后进入了现在的暴走状态。[7]
- SCP-2521 - ●●|●●●●●|●●|●：SCP-2521是一種身高約225公分的人形生物，能夠穿過固體物質，因此物理上的收容對牠無效。該項目文檔以图片和有限的符号描述，因為这种生物一旦察觉到任何以文字方式表达关于它的书写、电子记录或口头描述，便会突然出现掳走这些文献或人，以图案方式记录的描述则不受影响。為英文站点中一个短文竞赛的获奖作品，要求用少于500字去描述内容，但由于规则没限制不允许使用图片，所以该作者只用图片实现了不使用任何文字描述该項目。[21]
- SCP-3008 - 非常普通标准的老宜家：SCP-3008是一家宜家零售店。其拥有无限的内部空间且没有外部物理边界，这造成原本打算购物的人员迷失在口袋空间（英语：pocket dimension）（即SCP-3008-1）后被困。SCP-3008-1内部存在由这些进入商店的客户形成的初级文明，他们被迫生存在SCP-3008-1中并抵御自身不受被称为SCP-3008-2的敌对生物的攻击。而SCP-3008-2是一种过高、没有面部特征、身穿宜家员工制服的人形生物，在夜间会对所有人类说到“本店已打烊，请离开”的台词并表现出攻击性。[22][23]

## 起源及发展
SCP基金会系列最早起源于4chan的“超自然”討論區，其中第一个真正意义上的SCP——SCP-173于2007年发布。在SCP-173的启发下，其他的SCP项目陸續出现。2008年1月，SCP基金会的爱好者们在EditThis的维基农场上创建了一个独立的wiki来发布SCP文章。EditThis上的网站没有版主，也没有删除文章的功能。网站的用户通过单独的文章讨论页进行沟通，且该网站缺乏一个综合的讨论区。2008年7月，在EditThis开始实行付费模式后，SCP基金会系列被转移到当前的维基网站上。在2022年5月19日遭到來自俄羅斯聯邦的駭客攻擊，SCP網站所使用的wikidot陷入緊急的關機維護狀態，雖然沒有資料損失，但為了防止可能出現的後門與其他問題，需要進行檢查維護，於2022年5月23日完成維護。
SCP基金会目前的维基网站上包含许多标准的wiki功能，例如关键字搜索和文章列表，还包含一个新闻中心、写作指南和一个综合性的讨论区。该网站由不同的用户团队管理，不同的团队各自负责不同的领域，例如社区外展和内部管理。网站的用户必须先提交申请才能发布文章。网站上的每篇文章都有一个独立的讨论页，用户们可以在其中评估文章并对提交的故事提出建议或批评。网站用户还能对发布的文章进行评分，若文章的评分过低则会被删除。Daily Dot的作者评论道，该网站保持严格的质量控制，使得低于标准的内容往往会被迅速删除。
SCP基金会当前的维基网站经常举办创意写作比赛以鼓励用户发表文章。例如在2014年11月，SCP基金会举办了一次以“反乌托邦”为主题的写作竞赛，鼓励用户发布如何在一个荒芜或堕落的世界中建立SCP基金会的文章。
「被放逐者之图书馆」（The Wanderers' Library，繁體中文分部译为流浪者圖書館）是SCP基金会的姊妹网站。它与SCP基金会处于同一个世界观中，但不同的是其中的文章大多为奇幻故事而非SCP基金会的科学报告。SCP基金会还曾在Reddit和一些角色扮演社区举办过论坛。除了其最早出现的英语社区外，还有16个不同的官方外语社区及4個發展中分部。

## 文档特色
在SCP基金会的维基网站上，大多数的作品都是相互独立的文章，详细描述了某个SCP的特定收容程序及其性质，通常由一名或多名作者协作完成。在一篇典型的SCP文章中，异常事物会被赋予一个编号，并根据其收容难度将其归类到一个项目等级中。文章先会概述针对该SCP的特定收容程序和安全措施，然后对其性质进行详细的描述，通常还会附加一些图像、研究数据或SCP状态更新日志。这些文章大多以学术论文或报告的风格写就，力求排除情感因素，文笔精确（SCP中文站点称之为“临床腔”，即模仿临床医生撰写病例时的口吻），并伴有删减的痕迹。这些删减痕迹是模仿美國公開機密文件時塗黑的效果，在设定上是因为报告查看人的權限有限，故以「黑色塊（█████）」或「[数据删除]」等形式覆盖掉一些关键的数据。SCP基金会的所有内容均使用知识共享 署名-相同方式共享 3.0协议，使得二次创作十分容易。截至2019年1月，SCP基金会的维基网站已收录6000多篇SCP档案，以及大量的相关小说作品，其文章数量至今仍在不断增加。
SCP基金会包含了超过2000篇被称为“基金会故事”的短篇小说。这些短篇小说以SCP基金会的世界观为基础，并聚焦于SCP基金会的工作人员或各种SCP实体上所发生的故事。为布伦屋制片公司写作的Gregory Burkart指出，一些基金会故事的情节黑暗而压抑，而另一些则让人觉得“出乎意料的轻快”。
SCP基金会没有一个统一的标准，但其文章却经常相互联系起来，以创造出更为宏大的叙述。SCP基金会的编写者可以创建相应的“设定”，用于将一些地点相同、人物相同或情节相似的SCP设定文章或基金会故事进行归类。许多“设定”都有一个专属的中心页，用于阐述该“设定”的基本概念并提供一些相应的信息，如相应故事发生的时间以及相关的人物角色等。
在相对严肃的创作之外，也有一些风趣诙谐、有时黑色幽默的创作，称为“搞笑SCP”。这些创作作为SCP文档时编号后附加“-J”，以示与正规文档区分，故事则没有明显的标记。
SCP基金会的文章风格迥异，其创作题材通常可归类为科学幻想、都市奇幻以及恐怖小说。

## 评价
SCP基金会的作品收到了许多正面积极的评价。CNET的米歇尔·斯塔尔（Michelle Starr）称赞该系列作品读起来令人感到毛骨悚然。为Daily Dot写作的加维亚·怀特劳（Gavia Baker-Whitelaw）赞扬了SCP基金会的独创性，并将其描述为“互联网上最引人注目的恐怖作品”。她指出，SCP基金会的作品几乎没有无来由的血腥内容，相反，该系列作品的恐怖往往通过其“务实”和“冷酷”的写作风格，以及其中所包含的细节来呈现给读者。《基督教科学箴言报》的撰稿人麗莎·蘇海（Lisa Suhay）也注意到并称赞了SCP基金会“半开玩笑似的风格”。
亚历克斯·艾克勒（Alex Eichler）在为《io9》撰稿时指出，由于SCP基金会的作者写作水平各不相同，导致其中一些作品略显沉闷和重复，但他同时也称赞SCP基金会的作品并没有变得过于阴沉黑暗，并且拥有众多轻松愉快的作品。此外，他还赞扬SCP基金会的作品涵盖了各种不同的写作理念，并认为SCP基金会能吸引并满足所有的读者。为《卫报》写作的萊·亞歷珊卓（Leigh Alexander）指出，SCP基金会网站的投票系统能让读者轻松找到“社区内最好和最恐怖”的文章和作品。
Inverse的作者温斯顿·库克威尔逊（Winston Cook-Wilson）则将SCP基金会与美国作家洛夫克拉夫特的作品进行比较。与洛夫克拉夫特的作品一样，SCP基金会的作品内通常很少出现动作场面，并通篇以伪学术的语调写就。他认为，两者所共有的独特的科学理性的写作基调以及字里行间所散发出的恐怖、令人不安的气息，使洛夫克拉夫特的作品和SCP基金会的作品紧密相连。
布莱恩·亚历山大（Bryan Alexander）在《The New Digital Storytelling》中写道，由于SCP基金会的作者们通过大规模且反复的写作创造出了这一系列惊人的文学作品，因此SCP基金会可能是“用维基讲故事的最先进的成就”。
Medium上的《Dark(ish) Web》的作者，安德鲁·保罗（Andrew Paul），注意到了SCP基金会中作品风格的多样性，并将其简短的写作格式与Snapchat和Vine等数字媒体当前的流行趋势联系起来。他还描述了作品中SCP基金会盲目、有序、官僚主义的做法与现实世界政治上的相似性，在他看来，这一相似之处增强了SCP基金会作品所营造出的恐怖氛围。

## 审查与封锁
在中国大陆，与SCP基金会有关的作品被当局视为儿童邪典作品，被官方媒体点名批评。2021年6月，各大平台包含SCP基金会的文章、视频被大量删除，关键词“SCP”也遭到搜索引擎的关键词过滤。 但这种“一刀切”的方式也遭到了许多人的批评。

## 文化影响
SCP基金会衍生出了许多舞台剧。其中一个题为《欢迎来到伦理道德委员会》的舞台剧于2014年10月在都柏林的斯默克艾利剧院进行演出。该剧聚焦于SCP基金会的伦理道德委员会，讲述了该委员会如何阻止SCP基金会内部的不道德行为或收容程序。
2016年年中，由指挥家杰西卡·科蒂斯带领乐队Glasgow New Music Expedition在第10届Plug年度音乐节上演奏了其原创作品，该作品深受SCP基金会启发。

### 电子游戏
SCP基金会的故事启发了众多独立游戏：
- 《SCP：收容失效》：一款基于SCP基金会的广受欢迎的游戏，[7][39]于2012年由芬兰开发商Joonas Rikkonen发布。[57][58]在游戏中，玩家需要扮演一名试图逃离收容设施的D级人员，[59]并在逃离过程中避开全副武装的基金会安保人员以及逃离收容设备的SCP，其中包括SCP-173。[59]该游戏存在独特的眨眼机制，当玩家操控的角色闭上眼睛时，SCP-173会迅速靠近甚至杀死玩家。[7]
- 《SCP：秘密实验室》：一款基于《SCP：收容失效》的多人游戏。[60]在该游戏中玩家可以选择扮演一个SCP、一名基金会科学家或D级人员、或保卫SCP基金会的武装人员或破坏收容设施的“混沌分裂者”组织成员。[60]
- 《控制》：在2018年E3上首次亮相的电子游戏，同样深受SCP基金会的影响，该游戏由芬兰游戏公司绿美迪娱乐进行开发制作，于2019年发售。此游戏以虚构组织联邦控制局（Federal Bureau of Control，FBC）为中心，这一组织收集并研究具有超自然影响的普通物体以确保安全。[61][62]

其他主题类似的游戏还包括《SCP-3008》（一款允许玩家在SCP-3008中进行探索的多人游戏）和《SCP-087》（一款扮演D级人员在SCP-087中不断下行的恐怖游戏）。